# Laura Meynckens
Laura Meynckens, född 17 januari 2003 är en belgisk volleybollspelare (högerspiker).
Meynckens spelar för Jaraco LVL Genk och Belgiens landslag. Före 2019 spelade hon för Datovoc Tongeren.